# Pałac w Główczycach
Pałac w Główczycach – zabytkowy pałac we wsi Główczyce (województwo pomorskie).
Obiekt jest częścią zespołu pałacowego z  połowy XIX w., przebudowanego w 1910, w skład którego wchodzi jeszcze park. Na metalowej balustradzie nad wejściem znajduje się herb Putkamerów.

Herb Putkamerów